# 시드니 매클로플린
시드니 미셸 매클로플린러브로니(영어: Sydney Michelle McLaughlin-Levrone, 영어 발음: /ˈsɪd.ni məˈɡlɒklɪn-ləˈvroʊniː/, 1999년 8월 7일~)는 미국의 육상 선수로 주 종목은 허들이다. 현재 여자 400m 허들 세계 기록 보유자이다.
2020 하계 올림픽에서 400m 허들과 1600m 계주에서 금메달을 획득하여 대회 2관왕에 올랐고, 2022년 세계 선수권 대회에서도 2관왕에 올랐다.